# Independência da Colômbia
A luta pela Independência da Colômbia inicia-se da mesma forma que quase todas as outras independências das colônias espanholas na América, já que na época, a Espanha vivia uma crise institucional.
O processo de independência começa com diversas organizações e feitos, inicialmente liderados por Antonio Nariño e Camilo Torres Tenorio. Adiante, a independência é liderada por Simón Bolívar e Francisco de Paula Santander, na longa Batalha de Boyacá, que tem início em 1810 e termina finalmente com êxito em 1819. O território do Vice-Reinado de Nova Granada se converte em uma República, conhecida como Grã-Colômbia, em homenagem ao navegador Cristóvão Colombo. O primeiro presidente do novo país foi Simón Bolívar.
Em 1780, na Região do Vice-Reino de Nova Granada (Colômbia), ocorreu uma das mais fortes manifestações contrarias às políticas metropolitanas. O Movimento foi provocado pela imposição de pagamentos de novos impostos anuais. Aproximadamente 30 mil pessoas reuniram-se na cidade de Socorro, com o lema "Viva o rei e abaixo o mau governo". Tal lema demonstra que a elite colonial dirigia os movimentos de oposição apenas à maneira como a Coroa estava governando, mas não se opunha à Monarquia propriamente dita.
Os revoltosos exigiam a eliminação dos novos impostos, a redução do tributo anual e da alcabala (imposto sobre a venda de mercadorias). Eles derrotaram as tropas reais e instalaram uma Junta Provisória. Mais tarde, porém, os reinóis dispersaram os rebeldes e executaram o líder do movimento, o camponês José Antonio Galán.

## Fonte
- Livro de História: Das cavernas ao terceiro milênio